# Thẩm Diệu Dung
Thẩm Diệu Dung (chữ Hán: 沈妙容) là hoàng hậu của Trần Văn Đế (陳文帝) thời Nam Bắc triều trong lịch sử Trung Quốc.

## Tiểu sử
Thẩm Diệu Dung nguyên quán ở Ngô Hưng (吳興, nay gần tương ứng với Hồ Châu, Chiết Giang). Cha bà là Thẩm Pháp Thâm (沈法深), phục vụ trong quân đội nhà Lương. Mẹ bà tên là Cao, không rõ họ. Thẩm Diệu Dung kết hôn với Trần Thiến vào những năm Đại Đồng (大同 - 535-546) triều Lương Vũ Đế.
Năm 549, tướng Hầu Cảnh chống lại nhà Lương, tấn công và bao vây kinh đô Kiến Khang, bắt giữ Trần Thiến và Thẩm Diệu Dung. Năm 552, Hầu Cảnh bị cha của Trần Thiến là Trần Bá Tiên đánh bại.

## Hoàng hậu
Năm 557, Trần Bá Tiên buộc Lương Tĩnh Đế phải nhường ngôi cho mình, lập ra triều Trần, tức là Trần Vũ Đế. Trần Thiến được phong làm Lâm Xuyên vương. Thẩm Diệu Dung trở thành Lâm Xuyên vương phi.
Mùa hè năm 559, Vũ Đế lâm bệnh qua đời. Trần Thiến nối ngôi, tức Trần Văn Đế. Thẩm Diệu Dung được lập làm hoàng hậu và con bà là Trần Bá Tông được lập làm thái tử. Con trai thứ hai của bà là Trần Bá Mậu (陳伯茂), được phong là Thủy Hưng vương. Văn Đế truy tôn cha bà là Thẩm Pháp Thâm là Kiến Thành hầu, mẹ bà là Tùy An hầu phu nhân.

## Hoàng thái hậu
Năm 566, Văn Đế qua đời. Trần Bá Tông kế vị, tức là Trần Phế Đế. Vua con tôn bà Thẩm hoàng hậu làm thái hậu. Bà ở An Đức cung (安德宮).
Theo sự sắp xếp từ trước của Trần Văn Đế, thoạt đầu một nhóm người nắm quyền kiểm soát triều chính trên thực tế. Tuy nhiên, đến mùa xuân năm 567, các hạ thần trong triều phần lớn đã hợp thành hai phe, một phe do Đáo Trọng Cử và Lưu Sư Tri lãnh đạo, phe còn lại do Trần Húc lãnh đạo. Ba người này đã vào ở trong cung và xử lý hầu hết các vấn đề có tầm ảnh hưởng lớn. Đến mùa xuân năm 567, Lưu Sư Tri đã cố gắng loại bỏ Trần Húc bằng cách lệnh cho Ân Bất Nịnh (殷不佞) thông báo với Trần Húc rằng Trần Húc nên rời khỏi cung đến xử lý công việc của Dương châu (揚州)- châu bao gồm kinh thành mà Trần Húc làm thứ sử. Khi Trần Húc định làm vậy, Mao Hỉ (毛喜) và Ngô Minh Triệt (吳明徹) đã thuyết phục Trần Húc nên ở lại trong cung. Do đó, Trần Húc đã mời Lưu Sư Tri đến một cuộc hội họp. Trong khi cuộc họp vẫn đang tiến hành, Trần Húc đã lệnh cho Mao Hỉ đi chứng thực rằng Thẩm thái hậu và Trần Bá Tông không lệnh bắt Trần Húc phải rời cung. Khi Mao Hỉ chứng thực được chuyện này, Trần Húc đã bắt Lưu Sư Tri và buộc người này phải tự sát, trong khi biếm chức Đáo Trọng Cử. Từ thời điểm này trở đi, triều đình do Trần Húc kiểm soát.
Thẩm thái hậu không hài lòng, chỉ thị cho người đến bảo Trương An Quốc (張安國) khởi binh từ Kiến An nhưng Trương bị phát giác và bị tiêu diệt. Thái hậu đã cho giết những ai biết kế hoạch.
Mùa đông năm 568, Trần Húc đã ban một chiếu chỉ nhân danh Chương thái hoàng thái hậu, vu cáo và phế truất Trần Bá Tông. Đến mùa xuân năm 569, hơn một tháng sau khi phế truất Trấn Bá Tông, Trần Húc đăng cơ kế vị, tức Trần Tuyên Đế. Thẩm thái hậu được tôn là Hoàng tẩu Văn hoàng hậu.
Năm 589, nhà Trần bị nhà Tùy diệt. Bà và hoàng tộc nhà Trần bị áp giải đến Trường An. Thẩm Diệu Dung quay lại lãnh thổ cũ của nhà Trần vào thời Tùy Dạng Đế (605-617) và qua đời trong khoảng thời gian này.